# 宇宙视界
宇宙视界（英語：Cosmological Horizon），是指能够接收信息的可测量距离。这种对观测的限制来源于广义相对论，和宇宙学标准模型。宇宙学视界界定了我们可观测宇宙的范围。本文将解释宇宙学上的几种不同的视界的定义。本文中所用的距离单位是千秒差距（Kpc）或百万秒差距（Mpc）。

## 粒子视界
粒子视界是指在某个时刻{\displaystyle t=t_{0}}的观察者能够接收到其他地方的光信号的边界。粒子视界代表我们能够从过去获取信息的最远距离，通常这也是可观测宇宙的大小。其对应的视界半径可表示为：
{\displaystyle d_{H}=a(t_{0})\int _{0}^{t_{0}}ca(t)^{-1}\mathrm {d} t}，
其中 {\displaystyle a(t)}对应于FRW度规中的尺度因子。

## 事件视界
事件视界跟粒子视界有所不同，粒子视界是指在某个指定时刻远处光子能够到达观察者的最远同移距离，而事件视界指的是某个时刻发射的光子在未来所能传播的最大同移距离，这里所说的未来时间由时空几何本身决定，值得一提的是它未必是正无穷。一般时刻t发出的光子对应的固有距离可表示为：
{\displaystyle d_{e}(t)=a(t)\int _{t}^{t_{max}}ca(t')^{-1}\mathrm {d} t'}，
其中{\displaystyle t_{max}}是宇宙坐标系时间轴的最大值，当宇宙一直膨胀时，它是正无穷。在宇宙学标准模型中，{\displaystyle d_{e}(t_{0})<\infty }。

## 哈勃视界
所谓的哈勃视界指的是如果宇宙不膨胀的话，一个光子可以传播的距离，这个距离是
{\displaystyle \chi =ct}，
其中t是从大爆炸开始的回视时间（宇宙年龄），根据弗里德曼方程，
{\displaystyle t=\int _{0}^{a}{\frac {}{H_{0}{\sqrt {\Omega _{\gamma }a^{-2}+\Omega _{m}a^{-1}+\Omega _{\Lambda }a^{2}}}}}\mathrm {d} a}
其中{\displaystyle H_{0}}是哈勃常数，{\displaystyle \Omega _{\gamma }},{\displaystyle \Omega _{m}},{\displaystyle \Omega _{\Lambda }}是密度参数，分别对应辐射、物质、暗能量的相对能量密度。今天大概的 {\displaystyle \chi _{0}\approx {\frac {c}{H_{0}}}},
算得哈勃视界半径约为4.2Gpc。注意，这个尺度不是真正物理的尺度，但是由于历史的原因，通常我们用这个名词表示宇宙的半径。

## 未来视界
在一个正在加速膨胀的宇宙中，事件在未来无穷远（{\displaystyle t\to \infty }）将不可能被观测到，这是因为在比如指数膨胀的德西特时空中，事件信号将会被红移到无限长的波长，直至不可探测到。若以今天的固有距离来衡量，这给出了可以接收信号的最远距离的一个上限。更确切的说，选定参考系中同一时刻不同空间位置发生的某些事件将永远不可能被我们观测到，即使我们可以观测到过去同一空间位置的事件的信号。也就是说，我们可以一直接收到此地事件发出的信号，但是无论多长时间，我们也不可能接受到那个空间位置事件发生的信号。实际上，从那个空间位置发出的信号的能量将会越来越弱，频率也会越来越低，也就是说不可观测到。在一个暗能量主导的加速膨胀的宇宙中，尺度因子指数增长，在Kapteyn宇宙中被引力所束缚的银河系最终也将变得不可观测。